# Чептыхой
Чептыхой (бур. Шубтхэй — название эхиртского рода) — деревня в Качугском районе Иркутской области России. Входит в состав Качугского муниципального образования.

## География
Деревня находится на юго-западе Иркутской области, на берегу реки Большая Анга, на расстоянии примерно 13 км к юго-востоку от рабочего посёлка Качуг, административного центра района.

## Население
| 2002 | 2010 | 2011 | 2012 |
| ---- | ---- | ---- | ---- |
| 75   | ↗76  | →76  | ↘73  |

### Половой состав
По данным Всероссийской переписи, в 2010 году в деревне проживало 76 человек (44 мужчины и 32 женщины).

## Инфраструктура
Личное подсобное хозяйство.

## Известные уроженцы
- Потаев, Виктор Сергеевич (1951―2021) ― советский и российский учёный. Доктор экономических наук[5].